# Premier League Darts 2019
De Unibet Premier League Darts 2019 was de vijftiende editie van het jaarlijkse dartstoernooi georganiseerd door de PDC. Het toernooi begon op 7 februari en de finale was op 23 mei 2019 in de The O2 Arena in Londen. De titelverdediger was Michael van Gerwen. Hij won in de vorige editie zijn vierde Premier League-titel door Michael Smith in de finale met 11–4 te verslaan.
Michael van Gerwen won zijn vijfde titel van dit toernooi door Rob Cross in de finale te verslaan met 11-5.

## Spelers
De top 4 van de PDC Order of Merit was automatisch gekwalificeerd voor deelname aan de Premier League Darts. Dit waren Michael van Gerwen, Rob Cross, Peter Wright en Gary Anderson.
De andere zes spelers mochten deelnemen dankzij het verkrijgen van een wildcard. De PDC maakte op 1 januari 2019, direct na de finale van het PDC World Darts Championship 2019, het deelnemersveld van tien personen voor de Premier League Darts 2019 bekend.
Op 4 februari 2019 werd bekend dat Gary Anderson vanwege rugklachten niet zou deelnemen aan de Premier League Darts 2019. Hij kreeg geen vaste vervanger, maar 9 vervangers. Elke week kwam er een lokale vervanger. Deze vervangers konden geen punten behalen, maar de tegenspelers ontvingen wel punten uit deze wedstrijden. De lokale spelers ontvingen wel het bijbehorende prijzengeld. Deze lokale spelers werden "contenders" genoemd.
De vervangers waren als volgt ingedeeld:
- Newcastle:  Chris Dobey
- Glasgow:  Glen Durrant
- Dublin:  Steve Lennon
- Exeter:  Luke Humphries
- Aberdeen:  John Henderson
- Nottingham:  Nathan Aspinall
- Berlijn:  Max Hopp
- Rotterdam (avond 1):  Dimitri Van den Bergh
- Rotterdam (avond 2):  Jeffrey de Zwaan

| Speler                | Aantal deelnames in de Premier League | Aantal deelnames op rij | Positie op de PDC Order of Merit | Beste resultaat                  | Kwalificatie        |
| --------------------- | ------------------------------------- | ----------------------- | -------------------------------- | -------------------------------- | ------------------- |
| Michael van Gerwen    | 7e                                    | 7                       | 1                                | Winnaar (2013, 2016, 2017, 2018) | PDC Order of Merit  |
| Rob Cross             | 2e                                    | 2                       | 2                                | Halve finale (2018)              | PDC Order of Merit  |
| Peter Wright          | 6e                                    | 6                       | 3                                | Runner-up (2017)                 | PDC Order of Merit  |
| Gary Anderson         | 9e                                    | 9                       | 4                                | Winnaar (2011, 2015)             | PDC Order of Merit  |
| Daryl Gurney          | 2e                                    | 2                       | 5                                | 5e (2018)                        | PDC Wildcard        |
| Michael Smith         | 3e                                    | 2                       | 6                                | Runner-up (2018)                 | PDC Wildcard        |
| Gerwyn Price          | 2e                                    | 2                       | 7                                | 10e (2018)                       | PDC Wildcard        |
| James Wade            | 10e                                   | 1                       | 10                               | Winnaar (2009)                   | PDC Wildcard        |
| Mensur Suljović       | 2e                                    | 2                       | 8                                | 9e (2018)                        | Sky Sports Wildcard |
| Raymond van Barneveld | 14e                                   | 14                      | 28                               | Winnaar (2014)                   | Sky Sports Wildcard |

## Speelsteden/-gelegenheden
Dit jaar worden er voor het eerst twee speelrondes van de Premier League Darts in Nederland gespeeld. Tijdens speelronde 8 en 9 spelen de spelers in Ahoy Rotterdam. Speelronde 9 is tevens Judgement Night, waarbij er een speler af zal vallen. Vorig jaar werd er door een afgelaste avond in Exeter een extra avond in Nederland georganiseerd. Dit bleek een enorm succes, waardoor besloten is om deze editie wederom twee avonden in Ahoy te organiseren. Door het wegvallen van Gary Anderson, zal er maar één persoon afvallen.
| Newcastle                           | Glasgow                             | Dublin                                 | Exeter                                           |
| ----------------------------------- | ----------------------------------- | -------------------------------------- | ------------------------------------------------ |
| Utilita Arena Donderdag 7 februari  | SSE Hydro Donderdag 14 februari     | 3Arena Donderdag 21 februari           | Westpoint Arena Donderdag 28 februari            |
|                                     |                                     |                                        |                                                  |
| Aberdeen                            | Nottingham                          | Berlijn                                | Rotterdam                                        |
| BHGE Arena Donderdag 7 maart        | Motorpoint Arena Donderdag 14 maart | Mercedes-Benz Arena Donderdag 21 maart | Rotterdam Ahoy Woensdag 27 en donderdag 28 maart |
|                                     |                                     |                                        |                                                  |
| Belfast                             | Liverpool                           | Cardiff                                | Birmingham                                       |
| SSE Arena Belfast Donderdag 4 april | M&S Bank Arena Donderdag 11 april   | Motorpoint Arena Donderdag 18 april    | Barclaycard Arena Donderdag 25 april             |
|                                     |                                     |                                        |                                                  |
| Manchester                          | Sheffield                           | Leeds                                  | Londen                                           |
| Manchester Arena Donderdag 2 mei    | FlyDSA Arena Donderdag 9 mei        | First Direct Arena Donderdag 16 mei    | The O2 Donderdag 23 mei                          |
|                                     |                                     |                                        |                                                  |

## Prijzengeld
Het prijzengeld is ten opzichte van de vorige editie gelijk gebleven op £825.000.
| Plaats                       | Prijzengeld (Totaal: £825.000) |
| ---------------------------- | ------------------------------ |
| Winnaar                      | £250.000                       |
| Runner-up                    | £120.000                       |
| Halvefinalist                | £80.000                        |
| Koploper (na 16 speelrondes) | £25.000                        |
| 5e plaats                    | £65.000                        |
| 6e plaats                    | £55.000                        |
| 7e plaats                    | £50.000                        |
| 8e plaats                    | £45.000                        |
| 9e plaats                    | £30.000                        |
| 10e plaats                   | £25.000                        |

## Statistieken

### Groepsfase
| Positie | Naam                  | Gespeeld | Winst | Gelijk | Verlies | Legs voor | Legs tegen | +/− | Breaks | Gem.   | Punten | 180's |
| ------- | --------------------- | -------- | ----- | ------ | ------- | --------- | ---------- | --- | ------ | ------ | ------ | ----- |
| 1.      | Michael van Gerwen    | 16       | 10    | 3      | 3       | 107       | 67         | +40 | 40     | 101.94 | 23     | 41    |
| 2.      | Rob Cross             | 16       | 10    | 2      | 4       | 102       | 76         | +26 | 39     | 99.69  | 22     | 54    |
| 3.      | James Wade            | 16       | 7     | 6      | 3       | 104       | 84         | +20 | 38     | 97.87  | 20     | 44    |
| 4.      | Daryl Gurney          | 16       | 8     | 3      | 5       | 93        | 86         | +7  | 33     | 96.72  | 19     | 45    |
| 5.      | Gerwyn Price          | 16       | 6     | 6      | 4       | 99        | 93         | +6  | 33     | 96.16  | 18     | 54    |
| 6.      | Mensur Suljović       | 16       | 7     | 3      | 6       | 94        | 95         | -1  | 36     | 95.79  | 17     | 42    |
| 7.      | Michael Smith         | 16       | 3     | 4      | 9       | 79        | 105        | -26 | 24     | 97.08  | 10     | 55    |
| 8.      | Peter Wright          | 16       | 2     | 5      | 9       | 76        | 108        | -32 | 22     | 95.52  | 9      | 43    |
| 9.      | Raymond van Barneveld | 9        | 1     | 2      | 6       | 35        | 57         | -22 | 12     | 90.35  | 4      | 17    |
| 10.     | Gary Anderson         | 0        | 0     | 0      | 0       | 0         | 0          | 0   | 0      |        | 0      | 0     |

| Legenda kleuren in de tabellen  |
| ------------------------------- |
| Geplaatst voor play-offs        |
| Na de tweede fase uitgeschakeld |
| Uitgeschakeld                   |

### Positie per ronde
| Speler                | 1e Fase (week 1 t/m 8) | 1e Fase (week 1 t/m 8) | 1e Fase (week 1 t/m 8) | 1e Fase (week 1 t/m 8) | 1e Fase (week 1 t/m 8) | 1e Fase (week 1 t/m 8) | 1e Fase (week 1 t/m 8) | 1e Fase (week 1 t/m 8) | 1e Fase (week 1 t/m 8) | 2e Fase (week 9 t/m 15) | 2e Fase (week 9 t/m 15) | 2e Fase (week 9 t/m 15) | 2e Fase (week 9 t/m 15) | 2e Fase (week 9 t/m 15) | 2e Fase (week 9 t/m 15) | 2e Fase (week 9 t/m 15) |
| Speler                | 1                      | 2                      | 3                      | 4                      | 5                      | 6                      | 7                      | 8A                     | 8B                     | 9                       | 10                      | 11                      | 12                      | 13                      | 14                      | 15                      |
| --------------------- | ---------------------- | ---------------------- | ---------------------- | ---------------------- | ---------------------- | ---------------------- | ---------------------- | ---------------------- | ---------------------- | ----------------------- | ----------------------- | ----------------------- | ----------------------- | ----------------------- | ----------------------- | ----------------------- |
| Michael van Gerwen    | 3                      | 1                      | 1                      | 1                      | 3                      | 1                      | 2                      | 1                      | 1                      | 2                       | 2                       | 1                       | 1                       | 1                       | 1                       | 1                       |
| Rob Cross             | 5                      | 3                      | 6                      | 3                      | 2                      | 2                      | 1                      | 2                      | 2                      | 1                       | 1                       | 2                       | 2                       | 2                       | 2                       | 2                       |
| James Wade            | 2                      | 6                      | 5                      | 2                      | 1                      | 3                      | 3                      | 4                      | 3                      | 4                       | 3                       | 3                       | 3                       | 3                       | 3                       | 3                       |
| Daryl Gurney          | 8                      | 4                      | 2                      | 7                      | 7                      | 8                      | 7                      | 5                      | 4                      | 5                       | 6                       | 6                       | 6                       | 5                       | 5                       | 4                       |
| Gerwyn Price          | 1                      | 2                      | 3                      | 4                      | 4                      | 5                      | 6                      | 7                      | 6                      | 6                       | 4                       | 4                       | 4                       | 6                       | 6                       | 5                       |
| Mensur Suljović       | 4                      | 9                      | 8                      | 5                      | 6                      | 6                      | 4                      | 3                      | 5                      | 3                       | 5                       | 5                       | 5                       | 4                       | 4                       | 6                       |
| Michael Smith         | 7                      | 7                      | 9                      | 8                      | 8                      | 7                      | 8                      | 8                      | 8                      | 8                       | 8                       | 8                       | 7                       | 8                       | 7                       | 7                       |
| Peter Wright          | 6                      | 5                      | 4                      | 6                      | 5                      | 4                      | 5                      | 6                      | 7                      | 7                       | 7                       | 7                       | 8                       | 7                       | 8                       | 8                       |
| Raymond van Barneveld | 9                      | 8                      | 7                      | 9                      | 9                      | 9                      | 9                      | 9                      | 9                      | 9                       | 9                       | 9                       | 9                       | 9                       | 9                       | 9                       |
| Gary Anderson         | 10                     | 10                     | 10                     | 10                     | 10                     | 10                     | 10                     | 10                     | 10                     | 10                      | 10                      | 10                      | 10                      | 10                      | 10                      | 10                      |

### Toernooireeks
| Speler                | 1e Fase (week 1 t/m 8) | 1e Fase (week 1 t/m 8) | 1e Fase (week 1 t/m 8) | 1e Fase (week 1 t/m 8) | 1e Fase (week 1 t/m 8) | 1e Fase (week 1 t/m 8) | 1e Fase (week 1 t/m 8) | 1e Fase (week 1 t/m 8) | 1e Fase (week 1 t/m 8) |               | 2e Fase (week 9 t/m 15) | 2e Fase (week 9 t/m 15) | 2e Fase (week 9 t/m 15) | 2e Fase (week 9 t/m 15) | 2e Fase (week 9 t/m 15) | 2e Fase (week 9 t/m 15) | 2e Fase (week 9 t/m 15) |               | Play-Offs     | Play-Offs |
| Speler                | 1                      | 2                      | 3                      | 4                      | 5                      | 6                      | 7                      | 8A                     | 8B                     | 9             | 10                      | 11                      | 12                      | 13                      | 14                      | 15                      | HF                      | F             |               |           |
| --------------------- | ---------------------- | ---------------------- | ---------------------- | ---------------------- | ---------------------- | ---------------------- | ---------------------- | ---------------------- | ---------------------- | ------------- | ----------------------- | ----------------------- | ----------------------- | ----------------------- | ----------------------- | ----------------------- | ----------------------- | ------------- | ------------- | --------- |
| Michael van Gerwen    | W                      | W                      | W                      | V                      | G                      | W                      | V                      | W                      | W                      | G             | W                       | W                       | G                       | V                       | W                       | W                       | W                       | W             |               |           |
| Rob Cross             | G                      | W                      | V                      | W                      | W                      | W                      | W                      | V                      | W                      | W             | W                       | V                       | G                       | W                       | W                       | V                       | W                       | V             |               |           |
| James Wade            | W                      | V                      | G                      | W                      | W                      | V                      | G                      | G                      | W                      | V             | G                       | W                       | G                       | W                       | G                       | W                       | V                       | -             |               |           |
| Daryl Gurney          | V                      | W                      | W                      | V                      | V                      | G                      | W                      | W                      | W                      | V             | G                       | V                       | W                       | W                       | G                       | W                       | V                       | -             |               |           |
| Gerwyn Price          | W                      | G                      | G                      | G                      | W                      | V                      | V                      | V                      | W                      | G             | W                       | W                       | G                       | V                       | G                       | W                       | -                       | -             |               |           |
| Mensur Suljović       | G                      | V                      | G                      | W                      | V                      | W                      | W                      | W                      | V                      | W             | V                       | W                       | G                       | W                       | V                       | V                       | -                       | -             |               |           |
| Michael Smith         | V                      | G                      | V                      | W                      | V                      | W                      | V                      | W                      | V                      | G             | V                       | V                       | G                       | V                       | G                       | V                       | -                       | -             |               |           |
| Peter Wright          | G                      | G                      | W                      | V                      | W                      | G                      | G                      | V                      | V                      | G             | V                       | V                       | V                       | V                       | V                       | V                       | -                       | -             |               |           |
| Raymond van Barneveld | V                      | G                      | G                      | V                      | V                      | V                      | W                      | V                      | V                      | uitgeschakeld | uitgeschakeld           | uitgeschakeld           | uitgeschakeld           | uitgeschakeld           | uitgeschakeld           | uitgeschakeld           | uitgeschakeld           | uitgeschakeld | uitgeschakeld |           |
| Vervanger             | G                      | V                      | V                      | G                      | G                      | V                      | V                      | G                      | V                      | n/a           | n/a                     | n/a                     | n/a                     | n/a                     | n/a                     | n/a                     | n/a                     | n/a           | n/a           |           |

- NB: W = Gewonnen, G = Gelijk, V = Verloren, NG = Niet gespeeld

## Uitslagen

### Groepsfase (fase 1)

#### Speelronde 1 (7 februari)
Utilita Arena, Newcastle
|                                           | Gemiddelde | Score | Gemiddelde |                       |
| ----------------------------------------- | ---------- | ----- | ---------- | --------------------- |
| James Wade                                | (99.24)    | 7 – 4 | (95.15)    | Raymond van Barneveld |
| Gerwyn Price                              | (104.11)   | 7 – 4 | (98.78)    | Daryl Gurney          |
| Chris Dobey                               | (98.53)    | 6 – 6 | (100.99)   | Mensur Suljović       |
| Michael van Gerwen                        | (104.98)   | 7 – 5 | (95.23)    | Michael Smith         |
| Peter Wright                              | (101.56)   | 6 – 6 | (103.57)   | Rob Cross             |
| Avondgemiddelde: 100.21                   |            |       |            |                       |
| Hoogste uitgooi: Michael Smith 150        |            |       |            |                       |
| Meeste 180s: Gerwyn Price & Chris Dobey 6 |            |       |            |                       |
| Avond 180s: 37                            |            |       |            |                       |

#### Speelronde 2 (14 februari)
The SSE Hydro, Glasgow
|                                   | Gemiddelde | Score | Gemiddelde |                    |
| --------------------------------- | ---------- | ----- | ---------- | ------------------ |
| Peter Wright                      | (88.95)    | 6 – 6 | (97.61)    | Michael Smith      |
| Rob Cross                         | (102.58)   | 7 – 4 | (100.81)   | James Wade         |
| Raymond van Barneveld             | (88.79)    | 6 – 6 | (95.60)    | Gerwyn Price       |
| Daryl Gurney                      | (100.05)   | 7 – 3 | (99.89)    | Glen Durrant       |
| Mensur Suljović                   | (101.07)   | 3 – 7 | (99.82)    | Michael van Gerwen |
| Avondgemiddelde: 97.52            |            |       |            |                    |
| Hoogste uitgooi: Daryl Gurney 121 |            |       |            |                    |
| Meeste 180s: Michael Smith 6      |            |       |            |                    |
| Avond 180s: 29                    |            |       |            |                    |

#### Speelronde 3 (21 februari)
3Arena, Dublin
|                                          | Gemiddelde | Score | Gemiddelde |                       |
| ---------------------------------------- | ---------- | ----- | ---------- | --------------------- |
| Gerwyn Price                             | (96.22)    | 6 – 6 | (103.89)   | James Wade            |
| Steve Lennon                             | (90.80)    | 5 – 7 | (96.95)    | Peter Wright          |
| Michael van Gerwen                       | (101.34)   | 7 – 2 | (91.86)    | Rob Cross             |
| Michael Smith                            | (93.18)    | 5 – 7 | (99.14)    | Daryl Gurney          |
| Mensur Suljović                          | (94.50)    | 6 – 6 | (91.65)    | Raymond van Barneveld |
| Avondgemiddelde: 96.10                   |            |       |            |                       |
| Hoogste uitgooi: Daryl Gurney 140        |            |       |            |                       |
| Meeste 180s: James Wade & Gerwyn Price 5 |            |       |            |                       |
| Avond 180s: 33                           |            |       |            |                       |

#### Speelronde 4 (28 februari)
Westpoint Arena, Exeter
|                                     | Gemiddelde | Score | Gemiddelde |                       |
| ----------------------------------- | ---------- | ----- | ---------- | --------------------- |
| Luke Humphries                      | (101.30)   | 6 – 6 | (99.48)    | Gerwyn Price          |
| Daryl Gurney                        | (90.35)    | 1 – 7 | (102.16)   | Rob Cross             |
| Mensur Suljović                     | (98.27)    | 7 – 4 | (97.23)    | Peter Wright          |
| Michael van Gerwen                  | (95.78)    | 3 – 7 | (96.23)    | James Wade            |
| Michael Smith                       | (98.79)    | 7 – 4 | (94.38)    | Raymond van Barneveld |
| Avondgemiddelde: 97.40              |            |       |            |                       |
| Hoogste uitgooi: Luke Humphries 161 |            |       |            |                       |
| Meeste 180s: Peter Wright 5         |            |       |            |                       |
| Avond 180s: 24                      |            |       |            |                       |

#### Speelronde 5 (7 maart)
BHGE Arena, Aberdeen
|                                | Gemiddelde | Score | Gemiddelde |                |
| ------------------------------ | ---------- | ----- | ---------- | -------------- |
| Michael Smith                  | (100.21)   | 3 – 7 | (103.96)   | Rob Cross      |
| Daryl Gurney                   | (94.45)    | 0 – 7 | (109.59)   | James Wade     |
| Mensur Suljović                | (95.55)    | 3 – 7 | (93.13)    | Gerwyn Price   |
| Raymond van Barneveld          | (95.36)    | 3 – 7 | (106.64)   | Peter Wright   |
| Michael van Gerwen             | (103.91)   | 6 – 6 | (97.38)    | John Henderson |
| Avondgemiddelde: 100.02        |            |       |            |                |
| Hoogste uitgooi: Rob Cross 164 |            |       |            |                |
| Meeste 180s: John Henderson 6  |            |       |            |                |
| Avond 180s: 21                 |            |       |            |                |

#### Speelronde 6 (14 maart)
Motorpoint Arena, Nottingham
|                                      | Gemiddelde | Score | Gemiddelde |                       |
| ------------------------------------ | ---------- | ----- | ---------- | --------------------- |
| Nathan Aspinall                      | (88.35)    | 2 – 7 | (93.99)    | Michael Smith         |
| James Wade                           | (97.05)    | 3 – 7 | (101.38)   | Mensur Suljović       |
| Rob Cross                            | (101.21)   | 7 – 3 | (91.22)    | Raymond van Barneveld |
| Gerwyn Price                         | (92.15)    | 2 – 7 | (96.07)    | Michael van Gerwen    |
| Peter Wright                         | (102.91)   | 6 – 6 | (94.98)    | Daryl Gurney          |
| Avondgemiddelde: 95.93               |            |       |            |                       |
| Hoogste uitgooi: Nathan Aspinall 158 |            |       |            |                       |
| Meeste 180s: Mensur Suljović 6       |            |       |            |                       |
| Avond 180s: 28                       |            |       |            |                       |

#### Speelronde 7 (21 maart)
Mercedes-Benz Arena, Berlijn
|                                            | Gemiddelde | Score | Gemiddelde |                       |
| ------------------------------------------ | ---------- | ----- | ---------- | --------------------- |
| Gerwyn Price                               | (98.17)    | 4 – 7 | (104.33)   | Rob Cross             |
| James Wade                                 | (98.42)    | 6 – 6 | (98.93)    | Peter Wright          |
| Michael van Gerwen                         | (98.54)    | 5 – 7 | (98.71)    | Daryl Gurney          |
| Michael Smith                              | (85.34)    | 2 – 7 | (96.44)    | Mensur Suljović       |
| Max Hopp                                   | (88.41)    | 3 – 7 | (90.00)    | Raymond van Barneveld |
| Avondgemiddelde: 95.73                     |            |       |            |                       |
| Hoogste uitgooi: Raymond van Barneveld 170 |            |       |            |                       |
| Meeste 180s: Michael van Gerwen 6          |            |       |            |                       |
| Avond 180s: 35                             |            |       |            |                       |

#### Speelronde 8A (27 maart)
Rotterdam Ahoy, Rotterdam
|                                   | Gemiddelde | Score | Gemiddelde |                       |
| --------------------------------- | ---------- | ----- | ---------- | --------------------- |
| Gerwyn Price                      | (93.15)    | 5 – 7 | (93.87)    | Michael Smith         |
| James Wade                        | (103.35)   | 6 – 6 | (100.73)   | Dimitri van den Bergh |
| Rob Cross                         | (92.83)    | 5 – 7 | (88.71)    | Mensur Suljović       |
| Peter Wright                      | (87.34)    | 1 – 7 | (100.74)   | Michael van Gerwen    |
| Raymond van Barneveld             | (81.96)    | 1 – 7 | (89.84)    | Daryl Gurney          |
| Avondgemiddelde: 93.25            |            |       |            |                       |
| Hoogste uitgooi: Gerwyn Price 141 |            |       |            |                       |
| Meeste 180s: James Wade 7         |            |       |            |                       |
| Avond 180s: 25                    |            |       |            |                       |

#### Speelronde 8B (28 maart)
Rotterdam Ahoy, Rotterdam
|                                   | Gemiddelde | Score | Gemiddelde |                    |
| --------------------------------- | ---------- | ----- | ---------- | ------------------ |
| Daryl Gurney                      | (98.28)    | 7 – 3 | (91.58)    | Mensur Suljović    |
| Peter Wright                      | (87.60)    | 5 – 7 | (94.47)    | Gerwyn Price       |
| Rob Cross                         | (94.46)    | 7 – 4 | (96.63)    | Jeffrey de Zwaan   |
| Raymond van Barneveld             | (84.68)    | 1 – 7 | (101.39)   | Michael van Gerwen |
| James Wade                        | (102.44)   | 7 – 4 | (99.39)    | Michael Smith      |
| Avondgemiddelde: 95.09            |            |       |            |                    |
| Hoogste uitgooi: Peter Wright 160 |            |       |            |                    |
| Meeste 180s: Rob Cross 8          |            |       |            |                    |
| Avond 180s: 36                    |            |       |            |                    |

### Groepsfase (fase 2)

#### Speelronde 9 (4 april)
SSE Arena Belfast, Belfast
|                                 | Gemiddelde | Score | Gemiddelde |              |
| ------------------------------- | ---------- | ----- | ---------- | ------------ |
| Mensur Suljović                 | (93.69)    | 8 – 6 | (85.76)    | James Wade   |
| Michael Smith                   | (100.78)   | 7 – 7 | (90.95)    | Peter Wright |
| Rob Cross                       | (104.71)   | 8 – 4 | (95.96)    | Daryl Gurney |
| Michael van Gerwen              | (102.32)   | 7 – 7 | (98.73)    | Gerwyn Price |
| Avondgemiddelde: 96.61          |            |       |            |              |
| Hoogste uitgooi: James Wade 137 |            |       |            |              |
| Meeste 180s: Mensur Suljović 5  |            |       |            |              |
| Avond 180s: 22                  |            |       |            |              |

#### Speelronde 10 (11 april)
M&S Bank Arena, Liverpool
|                                | Gemiddelde | Score | Gemiddelde |                    |
| ------------------------------ | ---------- | ----- | ---------- | ------------------ |
| Rob Cross                      | (102.03)   | 8 – 5 | (100.28)   | Peter Wright       |
| Gerwyn Price                   | (89.24)    | 8 – 5 | (88.80)    | Mensur Suljović    |
| James Wade                     | (90.17)    | 7 – 7 | (104.05)   | Daryl Gurney       |
| Michael Smith                  | (100.42)   | 3 – 8 | (109.11)   | Michael van Gerwen |
| Avondgemiddelde: 98.01         |            |       |            |                    |
| Hoogste uitgooi: Rob Cross 140 |            |       |            |                    |
| Meeste 180s: Daryl Gurney 6    |            |       |            |                    |
| Avond 180s: 26                 |            |       |            |                    |

#### Speelronde 11 (18 april)
Motorpoint Arena Cardiff, Cardiff
|                                                    | Gemiddelde | Score | Gemiddelde |                    |
| -------------------------------------------------- | ---------- | ----- | ---------- | ------------------ |
| Mensur Suljović                                    | (92.45)    | 8 – 5 | (91.42)    | Daryl Gurney       |
| Rob Cross                                          | (94.49)    | 2 – 8 | (107.87)   | Michael van Gerwen |
| Michael Smith                                      | (99.11)    | 5 – 8 | (98.43)    | Gerwyn Price       |
| Peter Wright                                       | (85.48)    | 2 – 8 | (94.32)    | James Wade         |
| Avondgemiddelde: 95.45                             |            |       |            |                    |
| Hoogste uitgooi: Gerwyn Price en Michael Smith 170 |            |       |            |                    |
| Meeste 180s: Michael Smith 5                       |            |       |            |                    |
| Avond 180s: 18                                     |            |       |            |                    |

#### Speelronde 12 (25 april)
Arena Birmingham, Birmingham
|                                   | Gemiddelde | Score | Gemiddelde |                    |
| --------------------------------- | ---------- | ----- | ---------- | ------------------ |
| Mensur Suljović                   | (100.13)   | 7 – 7 | (101.25)   | Michael Smith      |
| Rob Cross                         | (97.81)    | 7 – 7 | (101.18)   | Gerwyn Price       |
| Daryl Gurney                      | (99.34)    | 8 – 4 | (96.04)    | Peter Wright       |
| James Wade                        | (103.66)   | 7 – 7 | (106.78)   | Michael van Gerwen |
| Avondgemiddelde: 100.07           |            |       |            |                    |
| Hoogste uitgooi: Peter Wright 124 |            |       |            |                    |
| Meeste 180s: Michael Smith 7      |            |       |            |                    |
| Avond 180s: 25                    |            |       |            |                    |

#### Speelronde 13 (2 mei)
Manchester Arena, Manchester
|                                      | Gemiddelde | Score | Gemiddelde |                    |
| ------------------------------------ | ---------- | ----- | ---------- | ------------------ |
| Rob Cross                            | (102.54)   | 8 – 1 | (97.65)    | Michael Smith      |
| Peter Wright                         | (89.49)    | 6 – 8 | (93.91)    | Mensur Suljović    |
| Daryl Gurney                         | (95.58)    | 8 – 5 | (95.22)    | Michael van Gerwen |
| James Wade                           | (94.30)    | 8 – 4 | (89.00)    | Gerwyn Price       |
| Avondgemiddelde: 94.71               |            |       |            |                    |
| Hoogste uitgooi: Mensur Suljović 144 |            |       |            |                    |
| Meeste 180s: Rob Cross 5             |            |       |            |                    |
| Avond 180s: 19                       |            |       |            |                    |

#### Speelronde 14 (9 mei)
FlyDSA Arena, Sheffield
|                                 | Gemiddelde | Score | Gemiddelde |              |
| ------------------------------- | ---------- | ----- | ---------- | ------------ |
| Michael Smith                   | (95.77)    | 7 – 7 | (92.80)    | James Wade   |
| Mensur Suljović                 | (98.59)    | 4 – 8 | (102.66)   | Rob Cross    |
| Daryl Gurney                    | (94.71)    | 7 – 7 | (96.93)    | Gerwyn Price |
| Michael van Gerwen              | (110.85)   | 8 – 1 | (102.29)   | Peter Wright |
| Avondgemiddelde: 99.93          |            |       |            |              |
| Hoogste uitgooi: James Wade 161 |            |       |            |              |
| Meeste 180s: Rob Cross 7        |            |       |            |              |
| Avond 180s: 25                  |            |       |            |              |

#### Speelronde 15 (16 mei)
First Direct Arena, Leeds
|                                             | Gemiddelde | Score | Gemiddelde |                 |
| ------------------------------------------- | ---------- | ----- | ---------- | --------------- |
| Gerwyn Price                                | (98.58)    | 8 – 3 | (95.61)    | Peter Wright    |
| Daryl Gurney                                | (101.80)   | 8 – 3 | (100.66)   | Michael Smith   |
| Michael van Gerwen                          | (97.73)    | 8 – 5 | (96.50)    | Mensur Suljović |
| James Wade                                  | (94.40)    | 8 – 6 | (92.39)    | Rob Cross       |
| Avondgemiddelde: 97.21                      |            |       |            |                 |
| Hoogste uitgooi: Gerwyn Price 142           |            |       |            |                 |
| Meeste 180s: Gerwyn Price en Daryl Gurney 5 |            |       |            |                 |
| Avond 180s: 25                              |            |       |            |                 |

### Play-offs

#### Final Night (23 mei)
The O2, Londen
|                                               | Gemiddelde | Score  | Gemiddelde |              |
| --------------------------------------------- | ---------- | ------ | ---------- | ------------ |
| Michael van Gerwen                            | 96.48      | 10 - 7 | 94.02      | Daryl Gurney |
| Rob Cross                                     | 100.31     | 10 - 5 | 91.91      | James Wade   |
| Michael van Gerwen                            | 103.36     | 11 - 5 | 100.98     | Rob Cross    |
| Avondgemiddelde: 97.84                        |            |        |            |              |
| Hoogste uitgooi: Michael van Gerwen 130       |            |        |            |              |
| Meeste 180s in 1 partij: Michael van Gerwen 8 |            |        |            |              |
| Avond 180s: 21                                |            |        |            |              |

|  | Halve finale               | Halve finale |  |                    | Finale                      | Finale |
|  |                            |              |  |                    |                             |        |
|  |                            |              |  |                    |                             |        |
|  | Michael van Gerwen (96.48) | 10           |  |                    |                             |        |
|  | Daryl Gurney (94.02)       | 7            |  |                    |                             |        |
|  |                            |              |  |                    | Michael van Gerwen (103.36) | 11     |
|  |                            |              |  | Rob Cross (100.98) | 5                           |        |
|  | Rob Cross (100.31)         | 10           |  |                    |                             |        |
|  | James Wade (91.91)         | 5            |  |                    |                             |        |

2005 ·
2006 ·
2007 ·
2008 ·
2009 ·
2010 ·
2011 ·
2012 ·
2013 ·
2014 ·
2015 ·
2016 ·
2017 ·
2018 ·
2019 ·
2020 ·
2021 ·
2022 ·
2023 ·
2024 ·
2025